# Görögország az 1896. évi nyári olimpiai játékokon
Görögország az Athénban megrendezett 1896. évi nyári olimpiai játékok házigazda nemzeteként vett részt a versenyeken. Az országot az olimpián 9 sportágban 102 sportoló képviselte, akik összesen 46 érmet szereztek.

## Eredményesség sportáganként
Az egyes sportágak eredményessége, illetve az induló versenyzők száma a következő:
| Sportág, szakág | Helyezések száma | Helyezések száma | Helyezések száma | Helyezések száma | Helyezések száma | Helyezések száma | Olimpiai pont | Indulók száma | Indulók száma | Indulók száma |
| Sportág, szakág | 1.               | 2.               | 3.               | 4.               | 5.               | 6.               | Olimpiai pont | Férfi         | Nő            | Össz.         |
| Atlétika        | 1                | 3                | 6                | 2                | 4                | 3                | 0             | 29            | 0             | 29            |
| Birkózás        | 0                | 1                | 1                | 0                | 0                | 0                | 0             | 2             | 0             | 2             |
| Kerékpározás    | 1                | 3                | 0                | 0                | 0                | 0                | 0             | 9             | 0             | 9             |
| Sportlövészet   | 3                | 3                | 3                | 0                | 0                | 0                | 0             | 50            | 0             | 50            |
| Súlyemelés      | 0                | 0                | 2                | 0                | 0                | 0                | 0             | 3             | 0             | 3             |
| Tenisz          | 0                | 1                | 1                | 0                | 0                | 0                | 0             | 7             | 0             | 7             |
| Torna           | 2                | 2                | 2                | 0                | 0                | 0                | 0             | 52            | 0             | 52            |
| Úszás           | 1                | 3                | 2                | 0                | 0                | 0                | 0             | 14            | 0             | 14            |
| Vívás           | 2                | 1                | 2                | 0                | 0                | 0                | 0             | 9             | 0             | 9             |
| Összesen        | 10               | 17               | 19               | 0                | 0                | 0                | 0             | 175           | 0             | 186           |

## Érmesek
| Érem  | Versenyző                                                                              | Sportág       | Versenyszám                  |
| ----- | -------------------------------------------------------------------------------------- | ------------- | ---------------------------- |
| Arany | Szpirídon Lúisz                                                                        | Atlétika      | Maraton                      |
| Arany | Arisztídisz Konsztandinídisz                                                           | Kerékpározás  | Mezőnyverseny                |
| Arany | Pandelísz Karaszevdász                                                                 | Sportlövészet | Hadipuska                    |
| Arany | Jeórjiosz Orfanídisz                                                                   | Sportlövészet | Szabadpuska, összetett       |
| Arany | Joánisz Frangúdisz                                                                     | Sportlövészet | Gyorstüzelő pisztoly         |
| Arany | Joánisz Mitrópulosz                                                                    | Torna         | Gyűrű                        |
| Arany | Nikólaosz Andriakópulosz                                                               | Torna         | Kötélmászás                  |
| Arany | Joánisz Malokínisz                                                                     | Úszás         | 100 m gyors matrózoknak      |
| Arany | Joánisz Jeorjádisz                                                                     | Vívás         | Kard, egyéni                 |
| Arany | Leonídasz Pírgosz                                                                      | Vívás         | Tőr, egyéni, vívómestereknek |
| Ezüst | Harílaosz Vaszilákosz                                                                  | Atlétika      | Maraton                      |
| Ezüst | Miltiádisz Gúszkosz                                                                    | Atlétika      | Súlylökés                    |
| Ezüst | Panajótisz Paraszkevópulosz                                                            | Atlétika      | Diszkoszvetés                |
| Ezüst | Jeórjiosz Cítasz                                                                       | Birkózás      | Kötöttfogás                  |
| Ezüst | Sztamátiosz Nikolópulosz                                                               | Kerékpározás  | Sprintverseny                |
| Ezüst | Sztamátiosz Nikolópulosz                                                               | Kerékpározás  | Időfutam                     |
| Ezüst | Jeórjiosz Kolétisz                                                                     | Kerékpározás  | 100 km                       |
| Ezüst | Jeórjiosz Orfanídisz                                                                   | Sportlövészet | Gyorstüzelő pisztoly         |
| Ezüst | Pávlosz Pavlídisz                                                                      | Sportlövészet | Hadipuska                    |
| Ezüst | Joánisz Frangúdisz                                                                     | Sportlövészet | Szabadpuska, összetett       |
| Ezüst | Dimitrios Kasdaglis                                                                    | Tenisz        | Egyes                        |
| Ezüst | Thomász Xenákisz                                                                       | Torna         | Kötélmászás                  |
| Ezüst | Nikólaosz Andriakópulosz Szpirídon Athanaszópulosz Pétrosz Perszákisz Thomász Xenákisz | Torna         | Korlát, csapat               |
| Ezüst | Andóniosz Pepanósz                                                                     | Úszás         | 500 m gyors                  |
| Ezüst | Joánisz Andréu                                                                         | Úszás         | 1200 m gyors                 |
| Ezüst | Szpirídon Hazápisz                                                                     | Úszás         | 100 m gyors matrózoknak      |
| Ezüst | Tilémahosz Karákalosz                                                                  | Vívás         | Kard, egyéni                 |
| Bronz | Dimítriosz Golémisz                                                                    | Atlétika      | 800 m                        |
| Bronz | Joánisz Theodorópulosz                                                                 | Atlétika      | Rúdugrás                     |
| Bronz | Evángelosz Damászkosz                                                                  | Atlétika      | Rúdugrás                     |
| Bronz | Joánisz Perszákisz                                                                     | Atlétika      | Hármasugrás                  |
| Bronz | Jórgosz Papaszidérisz                                                                  | Atlétika      | Súlylökés                    |
| Bronz | Szotíriosz Verszísz                                                                    | Atlétika      | Diszkoszvetés                |
| Bronz | Sztéfanosz Hrisztópulosz                                                               | Birkózás      | Kötöttfogás                  |
| Bronz | Nikólaosz Morákisz                                                                     | Sportlövészet | Katonai pisztoly             |
| Bronz | Joánisz Frangúdisz                                                                     | Sportlövészet | Szabadpisztoly               |
| Bronz | Nikólaosz Trikúpisz                                                                    | Sportlövészet | Hadipuska                    |
| Bronz | Aléxandrosz Nikolópulosz                                                               | Súlyemelés    | Egykaros súlyemelés          |
| Bronz | Szotíriosz Verszísz                                                                    | Súlyemelés    | Kétkaros súlyemelés          |
| Bronz | Konsztandínosz Paszpátisz                                                              | Tenisz        | Egyes                        |
| Bronz | Pétrosz Perszákisz                                                                     | Torna         | Gyűrű                        |
| Bronz | Joánisz Hríszafosz Joánisz Mitrópulosz Dimítriosz Lúndrasz Fíliposz Karvelász          | Torna         | Korlát, csapat               |
| Bronz | Efsztáthiosz Horafász                                                                  | Úszás         | 500 m gyors                  |
| Bronz | Efsztáthiosz Horafász                                                                  | Úszás         | 1200 m gyors                 |
| Bronz | Dimítriosz Drívasz                                                                     | Úszás         | 100 m gyors matrózoknak      |
| Bronz | Periklísz Pierákosz-Mavromihálisz                                                      | Vívás         | Tőr, egyéni                  |

## Atlétika
| Versenyző                 | Versenyszám | Előfutam   | Előfutam   | Döntő              | Döntő              |
| Versenyző                 | Versenyszám | Idő        | Hely.      | Idő                | Helyezés           |
| ------------------------- | ----------- | ---------- | ---------- | ------------------ | ------------------ |
| Alexandros Khalkokondylis | 100 m       | 12,75      | 2.         | 12,6               | 5.                 |
| Georgios Gennimatas       | 100 m       | nincs adat | nincs adat | kiesett            | kiesett            |
| Dimítriosz Golémisz       | 800 m       | 2:16,8     | 2.         | 2:28,0             |                    |
| Dimítriosz Golémisz       | 1500 m      |            |            | nincs adat         | nincs adat         |
| Dimitri Tombrof           | 800 m       | nincs adat | nincs adat | kiesett            | kiesett            |
| Dimitri Tombrof           | 1500 m      |            |            | nincs adat         | nincs adat         |
| Angelos Fetsis            | 800 m       | nincs adat | nincs adat | kiesett            | kiesett            |
| Angelos Fetsis            | 1500 m      |            |            | nincs adat         | nincs adat         |
| Konstantinos Karakatsanis | 1500 m      |            |            | nincs adat         | nincs adat         |
| Szpirídon Lúisz           | Maraton     |            |            | 2:58:50            |                    |
| Harílaosz Vaszilákosz     | Maraton     |            |            | 3:06:03            |                    |
| Ioannis Vrettos           | Maraton     |            |            | nincs adat         | 4.                 |
| Eleftherios Papasymeon    | Maraton     |            |            | nincs adat         | 5.                 |
| Dimitrios Deligiannis     | Maraton     |            |            | nincs adat         | 6.                 |
| Evangelos Gerakaris       | Maraton     |            |            | nincs adat         | 7.                 |
| Stamatios Masouris        | Maraton     |            |            | nincs adat         | 8.                 |
| Sokratis Lagoudakis       | Maraton     |            |            | nincs adat         | 9.                 |
| Georgios Lavrentis        | Maraton     |            |            | nem ért célba      | nem ért célba      |
| Georgios Grigoriou        | Maraton     |            |            | nem ért célba      | nem ért célba      |
| Ilias Kafetzis            | Maraton     |            |            | nem ért célba      | nem ért célba      |
| Dimitrios Khristopoulos   | Maraton     |            |            | nem ért célba      | nem ért célba      |
| Spyridon Belokas          | Maraton     |            |            | kizárták (3:06:30) | kizárták (3:06:30) |
| Anastasios Andreou        | 110 m gát   | nincs adat | nincs adat | kiesett            | kiesett            |
| Athanasios Skaltsogiannis | 110 m gát   | nincs adat | nincs adat | kiesett            | kiesett            |

| Versenyző                   | Versenyszám   | Eredmény   | Helyezés   |
| --------------------------- | ------------- | ---------- | ---------- |
| Evángelosz Damászkosz       | Rúdugrás      | 260 cm     | *          |
| Joánisz Theodorópulosz      | Rúdugrás      | 260 cm     | *          |
| Vasilios Xydas              | Rúdugrás      | 240 cm     | 5.         |
| Alexandros Khalkokondylis   | Távolugrás    | 574 cm     | 4.         |
| Athanasios Skaltsogiannis   | Távolugrás    | nincs adat | nincs adat |
| Joánisz Perszákisz          | Hármasugrás   | 12,52 m    |            |
| Khristos Zoumis             | Hármasugrás   | nincs adat | nincs adat |
| Miltiádisz Gúszkosz         | Súlylökés     | 11,03 m    |            |
| Jórgosz Papaszidérisz       | Súlylökés     | 10,36 m    |            |
| Jórgosz Papaszidérisz       | Diszkoszvetés | nincs adat | nincs adat |
| Panajótisz Paraszkevópulosz | Diszkoszvetés | 28,955 m   |            |
| Szotíriosz Verszísz         | Diszkoszvetés | 27,780 m   |            |

* - egy másik versenyzővel azonos eredményt ért el

## Birkózás
| Versenyző                | Negyeddöntő                    | Elődöntő                            | Döntő                    | Helyezés |
| Versenyző                | Ellenfél Eredmény              | Ellenfél Eredmény                   | Ellenfél Eredmény        | Helyezés |
| ------------------------ | ------------------------------ | ----------------------------------- | ------------------------ | -------- |
| Jeórjiosz Cítasz         | erőnyerő                       | Sztéfanosz Hrisztópulosz (GRE) · GY | Carl Schuhmann (GER) · V |          |
| Sztéfanosz Hrisztópulosz | Tapavicza Momcsilló (HUN) · GY | Jeórjiosz Cítasz (GRE) · V          | kiesett                  |          |

## Kerékpározás

### Országúti kerékpározás
| Versenyző                    | Versenyszám   | Eredmény   | Helyezés   |
| ---------------------------- | ------------- | ---------- | ---------- |
| Arisztídisz Konsztandinídisz | Mezőnyverseny | 3:21:10    |            |
| Georgios Paraskevopoulos     | Mezőnyverseny | nincs adat | nincs adat |
| Konstantinos Konstantinou    | Mezőnyverseny | nincs adat | nincs adat |
| Miltiadis Iatrou             | Mezőnyverseny | nincs adat | nincs adat |
| Georgios Aspiotis            | Mezőnyverseny | nincs adat | nincs adat |

### Pálya-kerékpározás
| Versenyző                    | Versenyszám     | Eredmény      | Helyezés      |
| ---------------------------- | --------------- | ------------- | ------------- |
| Sztamátiosz Nikolópulosz     | Sprint          | 5:00,2        |               |
| Sztamátiosz Nikolópulosz     | Időfutam        | 25,4          |               |
| Arisztídisz Konsztandinídisz | 10 km           | nincs adat    | nincs adat    |
| Arisztídisz Konsztandinídisz | 100 km          | nincs adat    | nincs adat    |
| Jeórjiosz Kolétisz           | 100 km          | nincs adat    |               |
| Jeórjiosz Kolétisz           | 10 km           | nem ért célba | nem ért célba |
| Georgios Paraskevopoulos     | 12 órás verseny | nem ért célba | nem ért célba |
| A. Tryfiatis-Trypiapis       | 12 órás verseny | nem ért célba | nem ért célba |
| Loverdos                     | 12 órás verseny | nem ért célba | nem ért célba |
| Konstantinos Konstantinou    | 12 órás verseny | nem ért célba | nem ért célba |

## Sportlövészet
- Alexandros Theofilakis
- Alexios Fetsis
- Anasztásziosz Metaxász(wd)
- Antelothanasis
- Arisztóvulosz Petmezász
- G. Karagiannopoulos
- Georgios Diamantis
- Jeórjiosz Orfanídisz
- Joánisz Frangúdisz
- Ioannis Theofilakis
- Ioannis Vourakis
- Karakatsanis
- Khatzidakis
- Leonidas Lanngakis
- Moustakopoulos
- Nikólaosz Morákisz
- Nikolaos Levidis
- Nikólaosz Trikúpisz
- Pantazidis
- Pandelísz Karaszevdász
- Patsouris
- Pávlosz Pavlídisz
- Platis
- Sanidis
- Spyridon Stais
- Vavis
- Xenon Mikhailidis

## Súlyemelés
| Versenyző                | Versenyszám | Eredmény | Helyezés |
| ------------------------ | ----------- | -------- | -------- |
| Aléxandrosz Nikolópulosz | Egykaros    | 57,0     |          |
| Szotíriosz Verszísz      | Egykaros    | 40,0     | 4.       |
| Szotíriosz Verszísz      | Kétkaros    | 90,0     |          |
| Georgios Papasideris     | Kétkaros    | 90,0     | 4.       |

## Tenisz
- Aristidis Akratopoulos
- D. Frangopoulos
- Dimitrios Kasdaglis
- Dimitrios Petrokokkinos
- Evangelos Rallis
- Konstantinos Paspatis
- Kostas Akratopoulos

## Torna
| Versenyző                                                                              | Versenyszám    | Pontszám   | Helyezés   |
| -------------------------------------------------------------------------------------- | -------------- | ---------- | ---------- |
| Fíliposz Karvelász                                                                     | Korlát         | nincs adat | nincs adat |
| Joánisz Mitrópulosz                                                                    | Korlát         | nincs adat | nincs adat |
| Joánisz Mitrópulosz                                                                    | Gyűrű          | nincs adat |            |
| Andóniosz Papaioánu                                                                    | Korlát         | nincs adat | nincs adat |
| Andóniosz Papaioánu                                                                    | Nyújtó         | nincs adat | nincs adat |
| Leonídasz Ciklitírasz                                                                  | Nyújtó         | nincs adat | nincs adat |
| Pétrosz Perszákisz                                                                     | Gyűrű          | nincs adat | nincs adat |
| Arisztóvulosz Petmezász                                                                | Lólengés       | nincs adat | nincs adat |
| Nikólaosz Andriakópulosz Szpirídon Athanaszópulosz Pétrosz Perszákisz Thomász Xenákisz | Korlát, csapat | nincs adat |            |
| Joánisz Hríszafosz Fíliposz Karvelász Dimítriosz Lúndrasz Joánisz Mitrópulosz          | Korlát, csapat | nincs adat |            |

| Versenyző                | Versenyszám | Magasság | Idő        | Helyezés |
| ------------------------ | ----------- | -------- | ---------- | -------- |
| Nikólaosz Andriakópulosz | Kötélmászás | 14,0 m   | 23 mp      |          |
| Thomász Xenákisz         | Kötélmászás | 14,0 m   | nincs adat |          |

## Úszás
| Versenyző             | Versenyszám             | Idő        | Helyezés   |
| --------------------- | ----------------------- | ---------- | ---------- |
| Georgios Anninos      | 100 m gyors             | nincs adat | nincs adat |
| Alexandros Khrysafos  | 100 m gyors             | nincs adat | nincs adat |
| Andóniosz Pepanósz    | 500 m gyors             | 9:57,6     |            |
| Efsztáthiosz Horafász | 100 m gyors             | nincs adat | nincs adat |
| Efsztáthiosz Horafász | 500 m gyors             | nincs adat |            |
| Efsztáthiosz Horafász | 1200 m gyors            | nincs adat |            |
| Joánisz Andréu        | 1200 m gyors            | 21:03,4    |            |
| N. Katravas           | 1200 m gyors            | nincs adat | nincs adat |
| Joánisz Malokínisz    | 100 m gyors matrózoknak | 2:20,4     |            |
| Szpirídon Hazápisz    | 100 m gyors matrózoknak | nincs adat |            |
| Dimítriosz Drívasz    | 100 m gyors matrózoknak | nincs adat |            |

## Vívás
| Versenyző                         | Versenyszám                  | Első forduló | Első forduló | Döntő                       | Döntő    |
| Versenyző                         | Versenyszám                  | Ellenfél Eredmény | Hely.        | Ellenfél Eredmény           | Helyezés |
| --------------------------------- | ---------------------------- | --- | ------------ | --------------------------- | -------- |
| Athanasios Vouros                 | Tőr, egyéni                  | B csoport · Eugène-Henri Gravelotte (FRA) · 2–3 · Georgios Balakakis (GRE) · 3–1 · Konstantinos Komninos-Miliotis (GRE) · 3–0 (mérkőzés nélkül) | 2.           | kiesett                     | 4.       |
| Periklísz Pierákosz-Mavromihálisz | Tőr, egyéni                  | A csoport · Henri Delaborde (FRA) · 3–1 · Ioannis Poulos (GRE) · 3–0 · Henri Callot (FRA) · 1–3                                                 | 2.           | kiesett                     |          |
| Ioannis Poulos                    | Tőr, egyéni                  | A csoport · Henri Callot (FRA) · 2–3 · Periklísz Pierákosz-Mavromihálisz (GRE) · 0–3 · Henri Delaborde (FRA) · 3–1                              | 3.           | kiesett                     | 5.       |
| Konstantinos Komninos-Miliotis    | Tőr, egyéni                  | B csoport · Georgios Balakakis (GRE) · 3–1 · Eugène-Henri Gravelotte (FRA) · 2–3 · Athanasios Vouros (GRE) · 0–3 (mérkőzés nélkül)              | 3.           | kiesett                     | 5.       |
| Georgios Valakakis                | Tőr, egyéni                  | B csoport · Konstantinos Komninos-Miliotis (GRE) · 1–3 · Athanasios Vouros (GRE) · 1–3 · Eugène-Henri Gravelotte (FRA) · 1–3                    | 4.           | kiesett                     | 7.       |
| Leonídasz Pírgosz                 | Tőr, egyéni, vívómestereknek | |              | Joanni Perronet (FRA) · 3–1 |          |

| Versenyző             | Versenyszám  | Ellenfél Eredmény | Helyezés |
| --------------------- | ------------ | --- | -------- |
| Joánisz Jeorjádisz    | Kard, egyéni | Körmérkőzés · Tilémahosz Karákalosz (GRE) · 3–2 · Holger Nielsen (DEN) · 3–2 · Adolf Schmal (AUT) · 3–2 · Georgios Iatridis (GRE) · 3–0  |          |
| Tilémahosz Karákalosz | Kard, egyéni | Körmérkőzés · Joánisz Jeorjádisz (GRE) · 2–3 · Holger Nielsen (DEN) · 3–2 · Adolf Schmal (AUT) · 3–0 · Georgios Iatridis (GRE) · 3–0     |          |
| Georgios Iatridis     | Kard, egyéni | Körmérkőzés · Joánisz Jeorjádisz (GRE) · 0–3 · Tilémahosz Karákalosz (GRE) · 0–3 · Holger Nielsen (DEN) · 1–3 · Adolf Schmal (AUT) · 2–3 | 5.       |